# Октябрьское сельское поселение (Свечинский район)
Октя́брьское се́льское поселе́ние — муниципальное образование в составе Свечинского района Кировской области России, существовавшее в 2006 — 2010 годах.
Центр — село Октябрьское.

## История
Октябрьское сельское поселение образовано 1 января 2006 года согласно Закону Кировской области от 07.12.2004 № 284-ЗО.
Законом Кировской области от 23 декабря 2010 года № 595-ЗО поселение упразднено, населённые пункты включены в Свечинское сельское поселение (с центром в селе Юма).

## Состав
В состав поселения входили 4 населённых пунктов:
- село Октябрьское
- деревня Журавли
- деревня Плотники
- деревня Рига